# Celebrity Games
Celebrity Games: le Olimpiadi di Italia 1 è stato un programma televisivo italiano andato in onda su Italia 1 il 12 settembre 2012.
Queste olimpiadi, a cui hanno partecipato vari personaggi televisivi di Mediaset raggruppati in 5 squadre (Striscia la notizia, Zelig, Le Iene, Colorado e il Team di Italia 1), sono state organizzate da Marco Berry, che ne è stato il presentatore in campo, con la partecipazione del comune di Torino che ha permesso l'utilizzo dello Stadio Primo Nebiolo. Le gare sono state commentate da Guido Meda. Il ricavato è stato interamente devoluto in beneficenza per aiutare la costruzione di un ospedale in Somaliland. Gli improvvisati atleti si sono cimentati in 7 differenti specialità dell'atletica leggera: 80 metri piani, 80 metri ostacoli, 2000 metri, salto in alto, salto in lungo, getto del peso e staffetta 4×400 metri.
Segue la composizione delle 5 squadre:
- Striscia la notizia: Vittorio Brumotti, Luca Cassol (Capitan Ventosa), Mingo, Giampaolo Fabrizio, Jimmy Ghione, Max Laudadio, Moreno Morello, Valerio Staffelli, Edoardo Stoppa, Luca Gualtieri e Stefania Petyx. Capitano e allenatore: Lorenzo Beccati.
- Zelig: Beppe Braida, Simone Barbato, Franco Neri, Adriano Battistoni e Daniele Mignatti del Duo Idea, Pietro Casella e Francesco Lattarulo dei Senso d'oppio, Andrea Di Marco, Gianni Cinelli e Alessandro Politi (Grande Mago). Capitano e allenatore: Raul Cremona.
- Le Iene: Andrea Agresti, Mauro Casciari, Angelo Duro, Frank Matano, Nadia Toffa, Luigi Pelazza, Matteo Viviani, Tiziano Lamberti, Nik Bello, Francesco Granieri, Filippo Roma, Giulio Golia, Jacopo Morini e Pablo Trincia. Capitano e allenatore: Roberto Panara.
- Colorado: Enzo Polidoro, Gianluca Impastato con Gianluca Fubelli e Stefano Vogogna dei Turbolenti, Andrea Viganò (Pistillo), Didi Mazzilli, Andrea Pisani, Andrea Baccan (Pucci), Nando Timoteo, Max Pieriboni, Stefano Chiodaroli e Marco Bazzoni (Baz). Capitano e allenatore: Salvatore Ferrara.
- Team di Italia 1: Daniele Bossari, Andrea Giuliacci, Mino Taveri, Roberto Bruzzone, Fiammetta Cicogna, Niccolò Torielli, Nicole Pelizzari, Davide De Zan e Jonathan Kashanian. Capitano e allenatore: Piero Chiambretti.

## Classifica finale
| Posizione | Squadra             |
| --------- | ------------------- |
| 1         | Striscia la notizia |
| 2         | Colorado            |
| 3         | Le Iene             |
| 4         | Team di Italia 1    |
| 5         | Zelig               |